# Lac du Flambeau
Lac du Flambeau is een plaats (census-designated place) in de Amerikaanse staat Wisconsin, en valt bestuurlijk gezien onder Vilas County.

## Demografie
Bij de volkstelling in 2000 werd het aantal inwoners vastgesteld op 1646.

## Geografie
Volgens het United States Census Bureau beslaat de plaats een oppervlakte van 20,0 km², waarvan 13,0 km² land en 7,0 km² water.

## Plaatsen in de nabije omgeving
De onderstaande figuur toont nabijgelegen plaatsen in een straal van 52 km rond Lac du Flambeau.